# 和知村
和知村（わちむら）は、かつて岐阜県加茂郡に存在した村である。
現在の加茂郡八百津町西部に該当し、木曽川北岸の地域である。
美濃加茂市牧野と八百津町上牧野との境で、一部複雑な境界線となっている箇所がある。これは、かつてこの地域は和知村の一部であり、編入分離を行なったさいに境界線が複雑化した名残である。

## 歴史
- 江戸時代末期、この地域は美濃国加茂郡であり、尾張藩領であった。
- 1874年（明治7年） - 上牧野村と下牧野村が合併し、牧野村となる。
- 1889年（明治22年）7月1日 - 和知村、野上村、上飯田村、牧野村が合併し、和知村となる。
- 1954年（昭和29年）4月1日 - 和知村の一部（牧野地区）が分離し、太田町、古井町、山之上村、蜂屋村、加茂野村、伊深村、下米田村、及び三和村の一部（廿屋・川浦地区）と合併、美濃加茂市となる。この合併は市制を施行するために、半ば強引に牧野地区を分離し合併させたものであり、住民からの反対が強かったという。
- 1954年（昭和29年） - 牧野地区の一部（旧・上牧野村）から、八百津町への編入の住民運動が活発となる。最終的には知事勧告により、牧野地区の一部は美濃加茂市から分離し、八百津町への編入が決定する。しかし、調整がうまくつかず、和知村の八百津町編入と同日実施は見送られることとなる。
- 1955年（昭和30年）1月31日 - 和知村の残部が八百津町に編入される。
- 1955年（昭和30年）3月25日 - 美濃加茂市の一部（旧・和知村上牧野地区）が八百津町に編入される。

## 学校
- 和知村立和知小学校（現・八百津町立和知小学校）
- 和知村立和知中学校